# غوبي
غوبي هو برنامج تحرير نصوص به خدمات مختلفة كإمكانية الاتصال بقنوات بروتوكول الدردشة عبر الإنترنت (IRC) ويمكن الاعتماد عليه في البرمجة.

البرنامج حر المصدر ويقبل أنظمة التشغيل ويندوز وماك أو إس ولينكس وأنظمة أخرى.